# Andreas Kunad

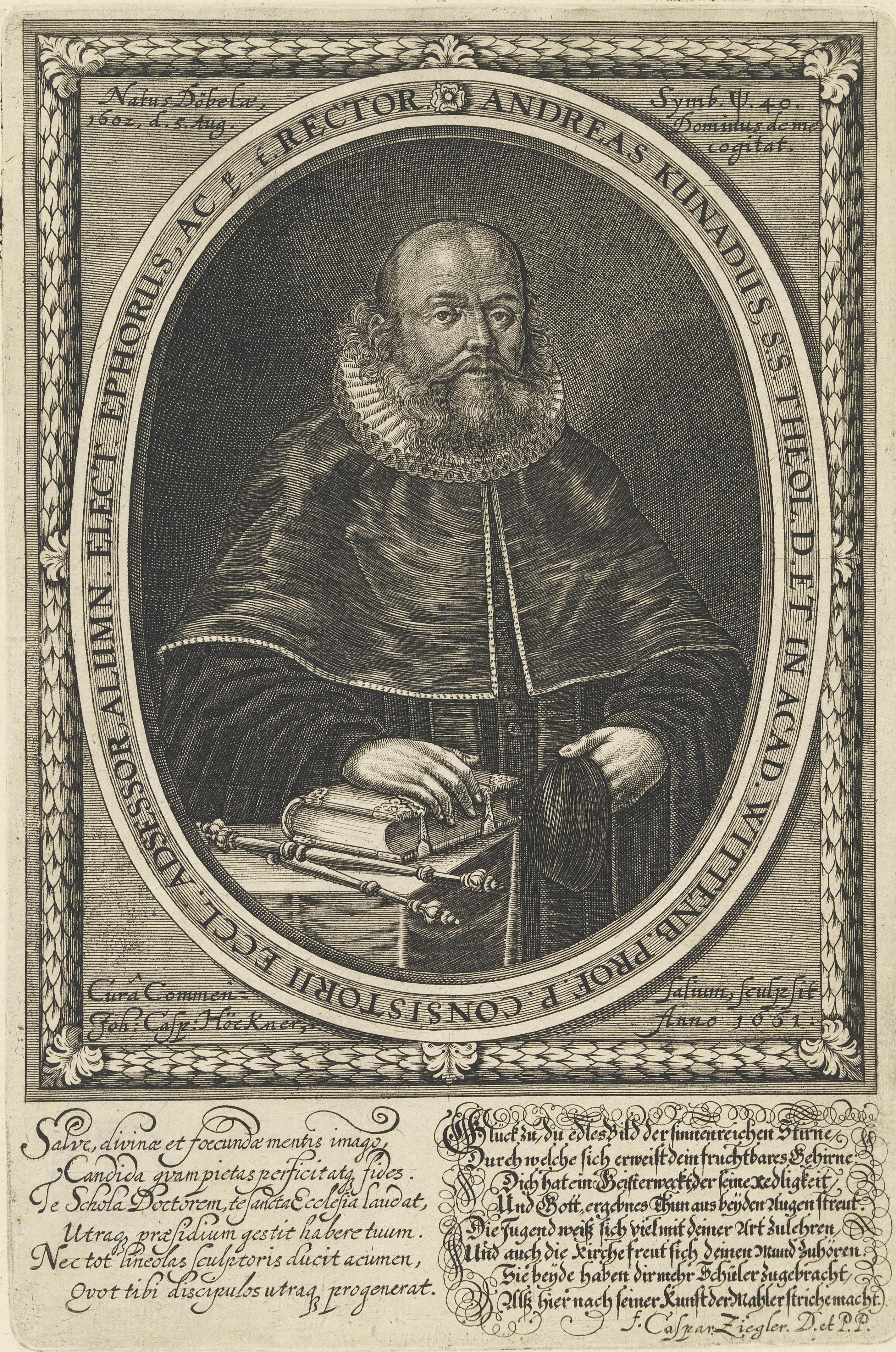
Andreas Kunad

Andreas Kunad, auch: Kunadus (* 5. August 1602 in Döbeln; † 15. März 1662 in Wittenberg) war ein deutscher Pädagoge und lutherischer Theologe.

## Leben
Geboren als Sohn des Döbelner Ratskämmerers Andreas Kunad und dessen Frau Sibylla (geb. Wallrich), erhielt er seine erste Ausbildung an der Stadtschule seiner Heimatstadt. Aufgrund seiner Leistungen sandte ihn der Rat der Stadt Döbeln an die Landesschule Pforta, wo er 1618 als Alumnus Aufnahme fand. Während seiner Schulzeit starben beide Eltern, trotzdem nahm er nach sechs Jahren ein Studium an der Universität Leipzig auf. Er konnte dieses Studium trotz der finanziellen Schwierigkeiten bewerkstelligen.
Der anverwandte Theologe Mauritius Burchard gewährte ihm zunächst ein Jahr freie Kost und Unterkunft. Nach einem Jahr gelangte er durch die Fürsprache des Professors Johann Höpner an ein kurfürstliches Stipendium und er verdiente sich nebenbei in einer Buchdruckerei Geld für seinen Unterhalt. Später übernahm Kunad mehrere Stellen als Hauslehrer und erwarb bereits nach einem Jahr den Baccalaureus an der philosophischen Fakultät. Nachdem er 1628 den akademischen Grad eines Magisters erworben hatte, hielt er Vorlesungen und veranstaltete Disputationen. Diese wurden stark besucht, zumal Kunad sich neben den philosophischen Studien auch mit der Theologie beschäftigte.
1630 ging er als Konrektor an die Landesschule Pforta, wo er am 16. Juli eingeführt wurde. Nachdem Elias Ehinger nach Augsburg gegangen war, übernahm Kunad dessen Stelle als Rektor im Juni 1632. Während seiner Zeit in Pforta blieben die Verbindungen zu Leipzig erhalten, wo er 1635 vom Leipziger Theologieprofessor Heinrich Höpner zum Lizentiaten der Theologie ernannt wurde. 1638 wurde Kunad als Superintendent nach Leisnig berufen und wechselte in gleicher Funktion 1640 nach Grimma. In Grimma blieb er zwölf Jahre und konnte in der Zeit des Dreißigjährigen Krieges verhindern, dass Hans Christoph von Königsmarck die beschlossene Einäscherung der Stadt durchführte. Dies brachte ihm Ansehen in der Bevölkerung von Grimma ein, so dass er sich dort recht wohl fühlte.
1652 wurde eine Stelle als Theologieprofessor an der Universität Wittenberg frei. Kunad besetzte am 9. Oktober die vierte Theologische Professur, wurde Assessor am Wittenberger Konsistorium und übernahm die Verwaltung der kurfürstlichen Stipendien. Während seiner zehnjährigen Tätigkeit an der Universität Wittenberg verwaltete er fünf Mal das Amt des Dekans der Theologischen Fakultät und wurde in den Herbstsemestern 1654 und 1660 zweimal Rektor der Universität.
Nachdem ihn am 2. März 1662 ein heftiges Fieber befallen hatte, starb er nach längerem Krankenlager am 15. März 1662 und wurde auf dem Kirchhof an der Stadtkirche in Wittenberg beigesetzt. Ihm zu Ehren wurde angeblich an der Wittenberger Stadtkirche ein Epitaph errichtet, das aber bereits 1896 nicht mehr vorhanden war.

## Familie
Kunad war seit dem 4. Mai 1635 mit Dorothea (* 8. Februar 1616 in Leipzig; † 16. März 1655, berg. 20. März 1655 in Wittenberg), der Tochter des Leipziger Professors Johann Höpner verheiratet. Aus dieser Ehe sind folgende Kinder bekannt:
1. Dorothea (~ 5. September 1637 in Schulpforte; begr. 11. September 1637 ebenda)
2. Johann Andreas Kunad (1638–1693) 1682 Superintendent Eilenburg, 1691 Superintendent, Kirchenrat und Hofprediger St. Bartholomäus Zerbst
3. Christian Kunad (~ 19. November 1640 in Grimma) 28. April 1653 immatr. Uni Wittenberg (iniuratus propter aetatem), 10. Mai 1653 – 6. April 1658 Fürstenschule Grimma, 1659 Universität Leipzig
4. Maria Kunad (~ 22. Dezember 1642 in Grimma)
5. Gottfried Kunad (* um 1645 in Grimma, † 23. März 1661 Wittenberg) immatr. 16. Januar 1655 Uni Wittenberg gratis,
6. Christoph Sigismund (* 1648 in Grimma) immatr. 16. Januar 1655 Uni Wittenberg gratis, 2. September 1662 – 26. September 1664 Landesschule Grimma, wurde Jurist und Notar in Grimma
7. Irenäus Kunad (* 17. September 1649 in Grimma; † 1695 Leisnig (auf Reisen)) 1661 kurf. sächs. Ls Pforta 1667 Uni. Wittenberg, 28. April 1671 Mag. phil. ebd., 8. Oktober 1675 ord. Stadtkirche Wittenberg, 1675 Diak. Brehna, 1676 Pfr. u. Schlossprediger Dobrilug, 1677 Pfr. Dahlen bei Oschatz, 1687 Opfr. u. Sup. Gommern
8. Theodor Kunad (~ 23. Juli 1652 in Grimma) 23. April 1661 immatr. Wittenberg (puer, gratis receptus non iuracit), 1667–1673 in Schulpforta, 14. Oktober 1679 Mag. Phil WB, 10. Mai 1681 Lic. Med.WB, 8. November 1681 Dr. med. WB

## Werke (Auswahl)
- Logike Diaskepsis De Enunciationum Principiis / Quam ... in alma Lipsiensi Academia publico examini subiiciet M. Aegidius Wildius Reichenbacensis, Respondente Andrea Kunad Döbelensi, Philosoph. Baccalaureo. Ad diem 3. Iunii ... Ritzsch, Leipzig 1626. (Digitalisat)
- Disputatio Physica, De Generatione Viventium / Quam ... Facultatis Philosoph. in Alma Lipsiensi ... publice excutiendam proponit M. Andreas Kunad Döbelensis, ... Theol. Studios. Alumn. Elect. Praeses, Respondente Johanne Kühn Delitiano Miisnico, Philosoph. Baccal. Habebitur 19. Aprilis ... M.DC.XXIIX. Ritzsch, Leipzig 1628.
- Disputatio Secunda De AntiChristo: Continens anaskeuen anaskeues, sive confutationem confutationis Becani, in manuali lib. I. cap. 6. Qua probare nititur, Papam Romanum non esse AntiChristum ... / Die 1. Iunii, Praeside Johanne Höpnero, D. & Profess. publ. Pastore ad D. Nicol. Respondente M. Andrea Kunado, Döbelensi, rllumno Electorali. Ritzsch, Leipzig, 1630. (Digitalisat)
- Disputatio Psychologica De Imaginatione / Quam Permissu Inclytae Fac. Phil. in Alma Lipsiensi, Praeside M. Andrea Kunado Döbelensi, ... Theol. Stud. publice discutiendam proponit Abraham Teller \V'urzenas, Philos. Baccal. Ad d. 29. Mens. Mali. Anno Aerae Christianae MDCXXX. Ritzsch, Leipzig, 1630
- Reverendis, Clarißimis, Et Excellentibus Viris, Dn. M. Andreae Bauero, Dn. M. Mauritio Burchardo, Dn. M. Ananiae \Vebero, Dn. M. Christiano Grossio, Dn. M. Michaeli Kalerto, Dn. M. Andreae Kunado, Sacrosanctae Theologiae Licentiatis recens & solenniter creatis / Futuris Columinibus Et Speculatoribus Ecclesiae, applaudit De Honoribus Et Muneribus novis, M. Christophorus Bulaeus, Poet. Profess. publ. Ad d. Febr. Anno Christi MDCXXX. Leipzig, 1634.
- Problema Theologicum Utrum Renati Legem Dei perfecte possint implere nec ne? / Iussu atq[ue] Autoritate Adm. Rev. Facultatis Theologicae In Alma Lipsiensi Pro consequenda in Sacro Studio Licentia elaboratum, Et ... die 5. & 6. Febr. propositum. a M. Andrea Kunado, ... Th. Cand. Elect. Gymn. ad Salam Rectore, Anno Aerae Christianae MDCXXXIV. Ritzsch, Leipzig, 1634. (Digitalisat)
- Jesum In deserto Tentatum / Sub Eius Auspicio Praeside ... Dn. Andrea Kunado, ... Th. Doct.... Piae eruditorum ... sistit M. Ulricus Vollmarus Sorbigensis. In Audit. Mai. die [...] Martii. Röhner, Wittenberg, 1653. (Digitalisat)
- Maiestas Carnis Christi Theanthropu Asserta: Adversus D. Henricum Altingium Et Wendelinum Theol. Calvinianos / Et In Electorali Academia Wittebergensi Sub Praesidio Viri ... Dn. Andreae Kunadi ... Ad Disputandum Proposita a M. Martino Clemente Colero .... Röhner, Wittenberg 1654. (Digitalisat)
- Disputatio Theologica de Conciliis Ecclesiasticis / Pontificiis praecipue Opposita & In Electorali Academia Wittebergensi ad placidam svmphilologian proposita Praeside Andrea Kunado ... Respondente M. Eberhardo Müllero, Revalia Livono ... Habebitur ad d. 25. Maii. Röhner, Wittenberg, 1654. (Digitalisat)
- Disputatio Theologica De Sacramento Baptismi / Quam ... Praeside ... Andrea Kunado ... In Florentißima \Vittebergensi Academia ad amicam svmpholologian publice proponit Johannes Meier Stafthorst-Lunaeburgens. Ad diem XXVI. Ianuarii In Auditorio Theologorum. Röhner, Wittenberg, 1654. (Digitalisat)
- Disputatio Theologica De Missione Filii Dei In Carnem ex dicto Claßico Gal. 4,4. Plenitudine Temporis & c. In Eleetorali Academia Wittebergensi proposita Praeside Andrea Kunado ... Theol. D....; Respondente M. Godofredo Moebo Dresdensi, Alumn: Elect: Ad diem 12. Ian.  Röhner, Wittenberg 1654. (Digitalisat)
- Orthodoxias Lutheranae Vindicatio Disputationi D. Frid. Becmani Prof. Francofurtensis De Persona, Statu Et Officio Christi Salvatoris Opposita / In Electorali Academia \Vittebergensi ad placidam Collationem proposita Praeside Andrea Kunado ... Theol. D. ... Respondente M. Christoph. Daniele Schreiter/ \V-urcena-ölisnico. D. [...] Novemb. In Auditorio Maiori Theolog. Fincel, Wittenberg, 1654. (Digitalisat)
- Rector Academiae Wittebergensis Andreas Kunadus ... Theol. Doct. & Prof. P. Consistorü Ecclesiastici Assessor, & Electoralium Alumnorum Ephorus, Civibus Academicis ... Feria tertia Paschae anno recuperatae gratiae MDCLV – [S.1.]. 1655. (Einladung zum Vortrag von Simon Friedrich Frenzel)
- Dissertatio Theologica anaskeuastike De Cultu Christi Hominis / Quam Sub Praesidio ... Dni: Andreae Kunadi ... publicae sententiarum collationi exponit M. Aegidius Strauch / Witteb. Facult. Philosoph. Adiunctus, A. & R., Wittenberg, 1655. (Digitalisat)
- Disputatio Theologica De Ecclesiae Unitate / Iodoco Keddio Jesuitae potiss. opposita Et in Electorali Academia Wittebergensi ad Amicam syzetesin proposita Praeside Andrea Kunado ... Respondente Matthia Ebero Loeb. Sxone. ad diem 22. Novembr. in Auditorio Maiori hor. antemerid. Röhner, Wittenberg, 1655. (Digitalisat)
- Disputatio Theologica De Lectione Biblica Laicorum: Libello Reformatorio Viennensi Opposita / Quam Praeside Andrea Kunado ... placidae disquisitioni subücit Georgius David Romig Hala-Suevus ... Theol. Stud. ad d. 18. Septemb. 1655. Wittenberg, 1655.
- Disputationis Sacramentariae Francofurtensis De Pane Eucharistico, Recensio / Quam In ... Academia Wittebergensi Sub Praesidio Dn. Andreae Kunadi, ... Theol. D. & Prof. Publ. Consistorü Eccl. Adsessoris & Alumnorum Electoralium Ephori, p. t. Collegii Theologici Decani ... ad diem 28. Iunii publicae disquisitioni sistit M. Heinricus Schmid Tzschopensis Misnicus.  Röhner, Wittenberg, 1655. (Digitalisat)
- Disputatio Theologica De Incarnatione Filii Dei / ad Locum Claßicum Hebr. 2,14 adornata & In Electorali Academia Wittebergensi Praeside Andrea Kunado ... Ad placidam symphilologian publice proposita a M. Paulo Philippo Röbero Witteb. Ad D. XXX. Decembris A. 0.R. MDC.LVI. in Auditorio Theologorum. Fincel, Wittenberg, 1656. (Digitalisat)